# Абду Дијуф
Абду Дијуф (Луога, 7. септембар 1935) је био афрички политичар и 2. председник Сенегала, познат по томе што је на власт дошао мирним путем и на исти начин отишао с места председника.

## Биографија
Родио се у месту Луога, а школовао у домовини и иностранству. Право је дипломирао 1959. године. Вративши се кући почетком 1960-их, радио је многе високе политичке дужности у администрацији председника Сенгора. Био је министар планирања и индустрије, а у 27. години живота Леополд му даје поверење, па Абду постаје премијер, јер је његов претходник злоупотребљавао положај и покушао да изведе пуч. На положају премијера се доста добро показао, тако да је када су дошле 1980е године, а Сенгор одступио са положаја председника на стару годину 1980. године, Абду је постао нови председник следеће јутро.
Допуштао је политичку активност, па се сматра једним од најбољих политичара пост-колонијалне Африке. Већ 1983. године одржани су избори. Учествовало је 14 странака. На претходним изборима суделовале су 4 странке, а Сенегал их данас има чак 65. Године 1988. поновно је одржао изборе и поново однео победу. Једна од његових највећих заслуга јесте та да је стопа заражених ХИВ-ом била мања од 2%.
Изгубивши изборе 2000. године, мирно се повукао с положаја, а наследио га је Абдулаје Вејде, његов дугогодишњи политички противник. Сам Вејде је рекао да Диуфу треба бити додељена Нобелова награда за то што је мирно сишао са власти, а Диуф је тренутно главни секретар Франкофоније.